# Oasis (együttes)
Az Oasis 1991-ben alapított manchesteri angol rockzenekar. A zenekart Liam Gallagher (ének), Paul Arthurs (gitár), Paul McGuigan (basszusgitár) és Tony McCarroll (dob) alapították, akikhez hamarosan csatlakozott Liam bátyja, Noel Gallagher (szólógitár).
Az Oasis máig több mint 70 millió albumot adott el világszerte, és nyolc listavezető számuk volt Nagy-Britanniában. Noel Gallagher szerezte a zenekar számainak nagy részét, és csak ő meg öccse, Liam voltak első feloszlásuk előtt folyamatosan tagjai.
A zenekar kezdetben manchesteri klubokban lépett fel, és szerzett ismertséget. Leszerződtek egy független lemezkiadóhoz, a Creation Recordshoz, ami 1994-ben megjelentette a Britpop mozgalmat vezető, debütáló albumukat, a Definitely Maybet. A következő évben az együttes, új dobosával, Alan White-tal felvette következő albumát, a (What’s the Story) Morning Glory?-t, mialatt harcban álltak nagy Britpop riválisukkal, a Blurrel. A Gallagher testvérek gyakran szerepeltek az újságok címlapjain testvéri rivalizálásuk, és vad, kicsapongó életstílusuk miatt, ezáltal rossz fiú, és a nép zenekara image-et teremtve maguknak. A zenekar hírességének csúcspontján megjelentetett albuma (Be Here Now), első lett az angol, és második az amerikai listákon, ezenfelül még a leggyorsabban fogyó angol album lett, a maga 500 000 eladott példányával az első napon, és majd 700 000 fogyott példánnyal az első héten.
2000-ben a 4. stúdióalbum, Standing on the Shoulder of Giants felvételei alatt az Oasis elvesztette két alapító tagját, ami jelentős népszerűség csökkenéssel járt Amerikában. Helyükre érkezett Gem Archer, és Andy Bell, akik a 2002-es Heathen Chemistryn már szerepelnek. Az album kereskedelmileg sikeres lett, a rajongók jól fogadták. A 2005-ös 6. stúdióalbumuk, a Don’t Believe the Truth Zak Starkey-vel, az évtized legjobban fogyó, és a kritika által is legtöbbre értékelt Oasis albuma lett. A következő évben a zenekar megjelentette válogatás-albumát Stop the Clocks címmel. 2007 februárjában az Oasis megkapta a BRIT Award életműdíját. A zenekar 2008 nyarán fejezte be Dig Out Your Soul című új albumuk felvételeit, amely 2008. október 6-án jelent meg.

## Történet

### Megalakulás (1991–1993)
Az Oasis egy korábbi zenekarból, a The Rainből alakult, ami Paul „Guigsy” McGuigan (basszusgitár), Paul „Bonehead” Arthurs (gitár), Tony McCarroll (dob) és Chris Hutton (ének)-ből állt. Mivel elégedetlenek voltak Huttonnal, Arthurs egy ismerősét, Liam Gallaghert ajánlotta az énekesi posztra. Miután Liam csatlakozott a zenekarhoz, a zenekar Oasisre változtatta a nevét, egy Inspiral Carpets poszter után, ami Liam, és bátyja Noel szobájában volt kitéve a falra. Egyes források szerint a zenekar a találkozóhelyükről, a swindoni Oasis Leisure Centre-ről kapta a nevét.
Az Oasis első fellépésére 1991 augusztusában, a manchesteri Boardwalk klubban került sor. Noel Gallagher, aki akkoriban az Inspiral Carpets roadie-ja volt, szintén megtekintette ifjabb fivérének zenekari fellépését. Noel nem tartotta az Oasist különösebben tehetséges zenekarnak, de elhatározta, hogy itt fogja kipróbálni elkészített dalait. Noel felajánlotta a zenekarnak a csatlakozását, azzal a feltétellel, hogy ő fogja a dalokat írni, valamint ő lesz a zenekar vezetője, cserébe viszont kereskedelmi sikerrel kecsegtette a zenekart. Az Oasis Noel Gallagher irányítása alatt megteremtette saját, egyszerű stílusát: Arthurs és McGuigan játszotta a barré akkordokat, McCarroll meg az alap ritmust, és az együttes erősítői addig voltak hangosítva, míg a hangzás torzítottá nem vált, ezzel az Oasis egy olyan hangzást teremtett, melyből „annyira hiányzik a ravaszság és teljesség, hogy a végeredmény mindent elsöprően hangzott.”
Több mint egy évnyi koncertezés, és az első demo (Live Demonstration néven ismert) felvétele után a nagy áttörés a zenekar életében 1993 májusában érkezett el, mikor felkeltették Alan McGee, a Creation Records tulajdonosának érdeklődését. A zenekar egy glasgow-i klubban adott koncertet, ahova nem akarták először beengedni őket, de szó szerint beverekedték magukat a klubba, ahol Alan McGee egy leszerződött zenekara miatt volt ott. Az Oasis koncertje annyira lenyűgözte McGee-t, hogy négy nappal később már szerződést ajánlott Gallagheréknek.

### Noel Gallagher kilépése
2009. augusztus 28-án a Párizsban, néhány perccel a Rock en Seine fesztiválbeli fellépésük előtt a két Gallagher testvér az öltözőben annyira összeveszett, hogy Noel azonnal elhagyta a zenekart. Két órával később Noel a hivatalos Oasis weboldalon a következőt publikálta:
„Némi szomorúsággal, de óriási megkönnyebbüléssel közlöm, hogy ma este elhagytam az Oasist! Az emberek majd azt írnak és mondanak amit akarnak, de én egyszerűen egy napot sem tudok tovább együtt dolgozni Liammel!”
Ezek után az Oasis lemondta az európai koncertturné folytatását.
Később Noel egy interjúban kifejtette, hogy szólókarrierbe fog kezdeni, míg Liam az Oasis többi tagjával és egy új basszusgitárossal 2010-ben már egy új albumot szeretne kiadni.
2010. február 26-án az Oasis nyerte meg az elmúlt 30 év legjobb albumáért járó díjat a Brit Awards-on, az 1995-ös (What’s the Story) Morning Glory? című albumával. A díjat az elmúlt 30 év legkelendőbb tíz albumából választhatta ki a közönség. A díjátadón az Oasisből csak Liam volt jelen, aki a díj átvételekor köszönetet mondott az albumon közreműködő zenészeknek (kivéve Noelnek). A beszéd után Liam a rangos díjat a közönség közé dobta.
2010 márciusában a legolvasottabb brit zenei magazin olvasói Liam Gallaghert szavazták meg minden idők legjobb frontemberének. A Q magazin újságírói ezután megkérdezték, hogy Liam szerint ki minden idők legjobb frontembere, mire ő a következőt válaszolta: Noel Gallagher.
2010. március 25-én és 26-án Noel megtartotta az Oasisból való kilépése utáni első koncertjeit. A két koncertre a londoni Royal Albert Hallban került sor, egy rákellenes jótékonysági szervezet rendezvényén. A koncertekre pillanatok alatt elkapkodták a rajongók a jegyeket.
2010. június 14-én Time Flies … 1994–2009 néven egy 26 slágert tartalmazó válogatásalbumot jelentetett meg a zenekar.

### Újraalakulás
2024. augusztus 27-én az Oasis bejelentette, hogy újraalakul az együttes, hogy 2025 júliusában és augusztusában fellépjen koncerteken az Egyesült Királyságban ás Írországban, majd Európán kívül is: „A fegyverek elcsendesedtek. A csillagok összeálltak. A nagy várakozásnak vége. Gyere és lásd. Nem lesz közvetítve.”

## Diszkográfia
Stúdióalbumok
- Definitely Maybe (1994)
- (What’s the Story) Morning Glory? (1995)
- Be Here Now (1997)
- Standing on the Shoulder of Giants (2000)
- Heathen Chemistry (2002)
- Don’t Believe the Truth (2005)
- Dig Out Your Soul (2008)

Koncertalbumok
- Familiar to Millions (2000)
- Knebworth 1996 (2021)

Válogatásalbumok
- Definitely Maybe: Singles (1996)
- (What’s the Story) Morning Glory?: Singles (1996)
- The Masterplan (1998)
- Stop the Clocks (2006)
- Time Flies... 1994–2009 (2010)

## Turnék
- Definitely Maybe Tour (1994–1995)
- (What’s the Story) Morning Glory? Tour (1995–1996)
- Be Here Now Tour (1997–1998)
- Standing on the Shoulder of Giants Tour (1999–2001)
- The Tour of Brotherly Love (2001)
- Heathen Chemistry Tour (2002–2003)
- Don’t Believe the Truth Tour (2005–2006)
- Dig Out Your Soul Tour (2008–2009)
- Live ’25 Tour (2025)